# Copidita longissima
Copidita longissima es una especie de coleóptero de la familia Oedemeridae.

## Distribución geográfica
Habita en Borneo (Asia).